# Ablauforganisation
Die Ablauforganisation bezeichnet in der Organisationstheorie das Beschreiben dynamischer Arbeitsprozesse unter Berücksichtigung von Strukturen für Raum, Zeit, Sachmitteln und Personen, wogegen sich die Aufbauorganisation hauptsächlich mit dem statischen Strukturieren einer Unternehmung in organisatorische Einheiten – Stellen und Abteilungen – beschäftigt. Insbesondere wird das Definieren und Modellieren von Prozessabläufen als wissenschaftlich gestütztes Vorgehen verstanden. Das Arbeiten in einem verketteten Prozess folgt einer Steuermethode für einen Ablauf.
Aufbauorganisation und Ablauforganisation betrachten meist gleiche Objekte unter verschiedenen Aspekten; die Beschreibungen und die zugrunde gelegten Strukturen hängen wechselseitig voneinander ab (Interdependenz). Die Aufbauorganisation betrachtet organisatorische Ressourcen, die Ablauforganisation beschäftigt sich mit der (temporalen oder finalen) Kette einzelner Arbeitsschritte unter Nutzung dieser Ressourcen.
Die technologische oder allgemeiner kausale Verkettung von Prozessen wird hingegen in der Prozessorganisation behandelt (siehe auch Geschäftsprozessmodellierung).

## Aufgaben
Die Ablauforganisation beschäftigt sich mit der Ausstattung und Verteilung effizienter Bestände materieller und immaterieller Güter in einer Unternehmung. Daraus ergeben sich die zu behandelnden Gegenstände Personal-, Sachmittel und Datenbestände, Aufgaben- und Kompetenzgefüge.
Im Mittelpunkt der Betrachtungen bei der Ablauforganisation stehen
- die Arbeit oder Aufgabe (Pflicht) als zielbezogene menschliche Handlung und
- das Versorgen der Teileinheiten von Arbeitsprozessen mit den zur Aufgabenerfüllung nötigen Sachmitteln und Informationen.
- die Logistik des Zu- und Ablaufs von Material und Produkten
- das Ausführen von Diensten zum Unterstützen der Arbeit
- das Entscheiden bei Störungen

Insbesondere das Behandeln von Störungen wird im ersten Ansatz meist vernachlässigt oder schlicht vergessen.

### Ziele
Die Ablauforganisation ist ein Konzept zur Komplexitätsreduktion der Handlungen und Abläufe mittels Modellierung und Standardisierung.
Sie verfolgt periodenbezogene monetäre und qualitative Ziele:
- Optimieren der Kapazitätsauslastung
- Verringern der Verteil-, Durchlauf-, Warte- und Leerzeiten
- Reduktion der Kosten der Vorgangsbearbeitung
- Steigern der Qualität der Vorgangsbearbeitung und der Arbeitsbedingungen
- Verringern der Fehlerquote bei Produktherstellung und bei Entscheidungen
- Reduzieren der Verteil- und Transportaufwendungen durch Optimierung der Arbeitsplatzanordnung
- Erhöhen der Termintreue durch Verkürzen der Wartezeiten und der Verteilzeiten

Zwischen den Zielen des Maximierens der Kapazitätsauslastung und des Minimierens der Durchlaufzeiten besteht ein Zielkonflikt. Man spricht in diesem Zusammenhang auch vom Dilemma der Ablauforganisation. Dies sei an einem Beispiel aus der Produktion verdeutlicht: Um eine möglichst gute Kapazitätsauslastung zu erreichen, muss ein hoher Auftragsbestand vor jedem Arbeitsplatz bereitstehen, so dass die Gefahr von Leerlauf nicht gegeben ist. Damit erhöhen sich jedoch für den einzelnen Auftrag die Liege- und damit die Durchlaufzeiten. Interessant ist in diesem Zusammenhang, dass
- eine relativ geringe Absenkung der Bestände,
- eine überproportionale Verkürzung der Durchlaufzeit
- bei nur kleinen Einbußen der Kapazitätsauslastung

bewirkt.

### Aufgabenverteilung
Ein besonderer Schwerpunkt der Ablauforganisation besteht in der Aufgabenverteilung. Voraussetzung dafür ist die Auseinandersetzung mit der Frage, ob und in welchem Maß die Aktivitäten zur Aufgabenerfüllung geregelt werden sollen. Sowohl die Aufgabenstruktur als auch die Aufgabenziele sind für die Regelungsintensität maßgebend.
Nach Nordsieck (1955) gibt es folgende Stufen der Erfüllung des Regelungsbedarfs durch die Ablauforganisation:
- Freier Verlauf
- Inhaltlich gebundener Verlauf
- Abfolgegebundener Verlauf
- Zeitlich gebundener Verlauf
- Taktmäßig gebundener Verlauf
- implizite sowie explizite Reorganisation von bereits vorhandenen Ablaufprozessen
- flexibler Verlauf

## Einflussgrößen
Interne Einflussgrößen:
- Produktionstyp (z. B.: Fließfertigung / Werkstattfertigung)
- Struktur der Arbeitsträger (Qualifikation der Mitarbeiter)
- Struktur des Planungssystems (zentral / dezentral)
- Struktur des Informationssystems (Übermittlung durch Vorgesetzten / EDV-System)
- Unternehmenskultur (welche Unternehmenskultur wird angestrebt bzw. wie wird der Umgang mit Mitarbeitern gelebt)[4]

Externe Einflussgrößen:
- Politische Normen (Veränderungen der Rahmenbedingungen des betrieblichen Handelns)[4]
- Rechtliche Normen (sicherheitstechnische Vorschriften, arbeitsrechtliche und kollektivvertragliche Regelungen bzw. Umweltauflagen)
- Soziale Normen (Auswirkungen des Arbeitsschutzrechtes und der Sozialgesetzgebung)
- Technologische Erkenntnisse  (z. B.: Sicherung bzw. Steigerung der Wettbewerbsfähigkeit)
- Verhalten der Marktteilnehmer (Monopolstellung / starke Konkurrenz)

## Ablauforganisatorische Konzepte

### Ablauforganisation als Arbeitsorganisation
Differenzierung von Aufbau und Ablauf
Ausgangspunkt ist immer die Aufgabe der Gesamtunternehmung und somit ein aufbauorganisatorischer Tatbestand. Die Zerlegung dieser Aufgabe ist die Voraussetzung für die Aufgaben- bzw. Arbeitsverteilung und somit auch für die Stellen- und Abteilungsbildung.
Der Arbeitsablauf ist definiert als eine Folge von Arbeitsstufen. Das sind damit die kleinsten zusammenhängenden Arbeitseinheiten, die zur Erfüllung einer Aufgabe notwendig sind. Die einzelnen Arbeitsstufen werden entsprechend den aufbauorganisatorischen Erfordernissen zu Arbeitsreihen zusammengefasst. Diese werden wiederum zu Arbeitszyklen zusammengefügt. Nachdem Klarheit über den Arbeitsablauf besteht und durch die Vereinigung von Arbeitsstufen Arbeitszyklen geschaffen wurden, erfolgt nun die Arbeitsverteilung, bei der Arbeitsvorgänge Arbeitsträgern zugeordnet werden. Bei der Arbeitsverteilung geht es aber auch um die Leistungsabstimmung, da nicht nur das Arbeitspensum eines Arbeitsträgers, sondern auch die Leistungen verschiedener Arbeitsträger untereinander abgestimmt werden müssen. Schließlich muss noch die Arbeitsbesetzung durchgeführt werden, um einen optimalen Arbeitsprozess durchführen zu können, da die Leistungsanforderung eines Arbeitsvorganges oft nicht mit der persönlichen Leistung der Arbeitskraft übereinstimmt.
Zur Verdeutlichung ist in der nachfolgenden Tabelle die Abgrenzung der Ablauforganisation gegenüber der Aufbau-Organisation dargestellt:
|             | Aufbauorganisation                                                                                   | Ablauforganisation                                                                                            |
| ----------- | --- | --- |
| Elemente:   | - Stellen (Linien-, Stabs-, Leitungs-, Ausführungsstellen) - Organisationseinheiten höherer Ordnung  | - Aufgaben bzw. Aktivitäten                                                                                   |
| Relationen: | - Unterstellungsverhältnisse im Sinne von Weisungs- und Entscheidungsbefugnissen sowie Berichtswesen | - Vorgänger-Nachfolger-Beziehungen im Sinne der Tätigkeit, oft ergänzt durch Informations- und Materialflüsse |

Das Analyse-Synthese-Konzept
Auf den Grundprinzipien der Aufgabenanalyse und -synthese entwickelte Erich Kosiol analog die Arbeitsanalyse und -synthese. Die Arbeitsanalyse gibt einen Überblick über alle anfallenden, auf Stellen bzw. Abteilungen zu verteilenden Arbeitsteile je nach gewählter Gliederungstiefe. Neben der Unterteilung nach Kosiol gibt es noch weitere Gliederungsvorschläge für die Analyse von Arbeitsprozessen. Nach Nordsieck werden sieben Gliederungsstufen unterschieden und nach der REFA Methode werden Makro- und Mikrostufen eingeführt, welche wiederum weiter unterteilt werden können. Weiters kann zwischen der reinen Arbeitsanalyse und der Arbeitsganganalyse unterschieden werden. Erstere zerlegt eine Elementarteil einer Aufgabe immer weiter bis hin zu den kleinsten Teilaufgaben. Die Arbeitsganganalyse hingegen deckt sich immer mit der definierten Aufgabe einer Stelle und zerlegt dann diese Stellenaufgabe immer weiter in Gangstufen und Gangelemente. Die Arbeitsganganalyse setzt somit also eine Stufe über der reinen Arbeitsanalyse an.
Im Zuge der Arbeitssynthese werden die analytisch gewonnenen elementaren Arbeitsteile nach den Verrichtungs-, Objekt-, Rang- oder Phasenmerkmalen zusammengefasst.

### Ablauforganisation als Ablaufplan
Dieser Ansatz ist eine Weiterentwicklung der Ablauforganisation als Arbeitsorganisation und greift dabei einzelne Teilprobleme heraus.
- Arbeitsverteilung: Die Personalausstattung ist in vielen Fällen bereits vorgegeben und kann nicht völlig geändert werden. So stimmt oft die Qualifikation der Mitarbeiter nicht mit den Anforderungen des Arbeitsganges überein. Ziel ist es nun diese Differenz zu minimieren.
- Gruppierung: Hier wird die Zuordnung und die Gruppierung von Arbeitsmitteln berücksichtigt, wie zum Beispiel die Anordnung von Maschinen. Es können aber auch Konflikte bei der Gruppierung von Arbeitssubjekten (z. B. Größe von Arbeitsgruppen oder -kolonnen) und Arbeitsobjekten (z. B. Losgrößen, verfügbare Hilfsmittel) auftreten.
- Reihenfolge: Dieses Problem betrifft sowohl die zeitliche als auch die räumliche Anordnung von Abläufen und beschränkt sich nicht nur auf die Reihenfolge innerhalb eines Vorgangs, sondern schließt auch die Koordination mehrerer Abläufe beispielsweise in zeitlicher und räumlicher Hinsicht und nach Prioritäten ein.
- Leistungsabstimmung: Die Leistungen einzelner Arbeitsträger müssen zeitlich und mengenmäßig synchronisiert werden.
- Anfangs- und Ablaufbedingungen: Die modalen Randbedingungen bestimmen den Beginn und den Ablauf der Arbeit
- Transport: Da die Arbeitsträger an unterschiedlichen Standorten tätig sind, müssen die Arbeitsobjekte zwischen ihnen transportiert werden. Besonders relevant für dieses Problem sind die Minimierung der Transportkosten sowie die Optimierung der Transportwege.

### Ablauforganisation als Prozessorganisation
Dieses Konzept dient insbesondere der Integration stellenübergreifender Prozessabläufe. Vor allem bei immateriellen Bearbeitungsvorgängen hat die Ablauforganisation als Prozessorganisation stark an Bedeutung gewonnen. Prozessorganisation vollzieht sich in 3 Phasen:
- Vororganisatorische Prozessanalyse
- Verteilung von Prozesselementen auf Stellen
- Koordination der Prozesse

Die jüngsten Ansätze zur Prozessorganisation ignorieren jedoch die Trennung von Ablauf- und Aufbauorganisation,
da sie von vornherein Prozess und Struktur als ein Ganzes sehen.